# Голос (Россия, сезон 13)
Тринадцатый сезон вокального телешоу «Голос» транслировался на российском «Первом канале» с 31 января по 25 апреля 2025 года. Наставниками в этом сезоне стали Баста, Полина Гагарина, Хибла Герзмава и Антон Беляев. 
Давид Саникидзе стал победителем сезона, а Дзамболат Дулаев, Илья Алтухов и Валентина Яньшина заняли второе, третье и четвёртое места соответственно. С результатом в 37 % лучшим наставником сезона стал Баста.

## Наставники

Наставники сезона
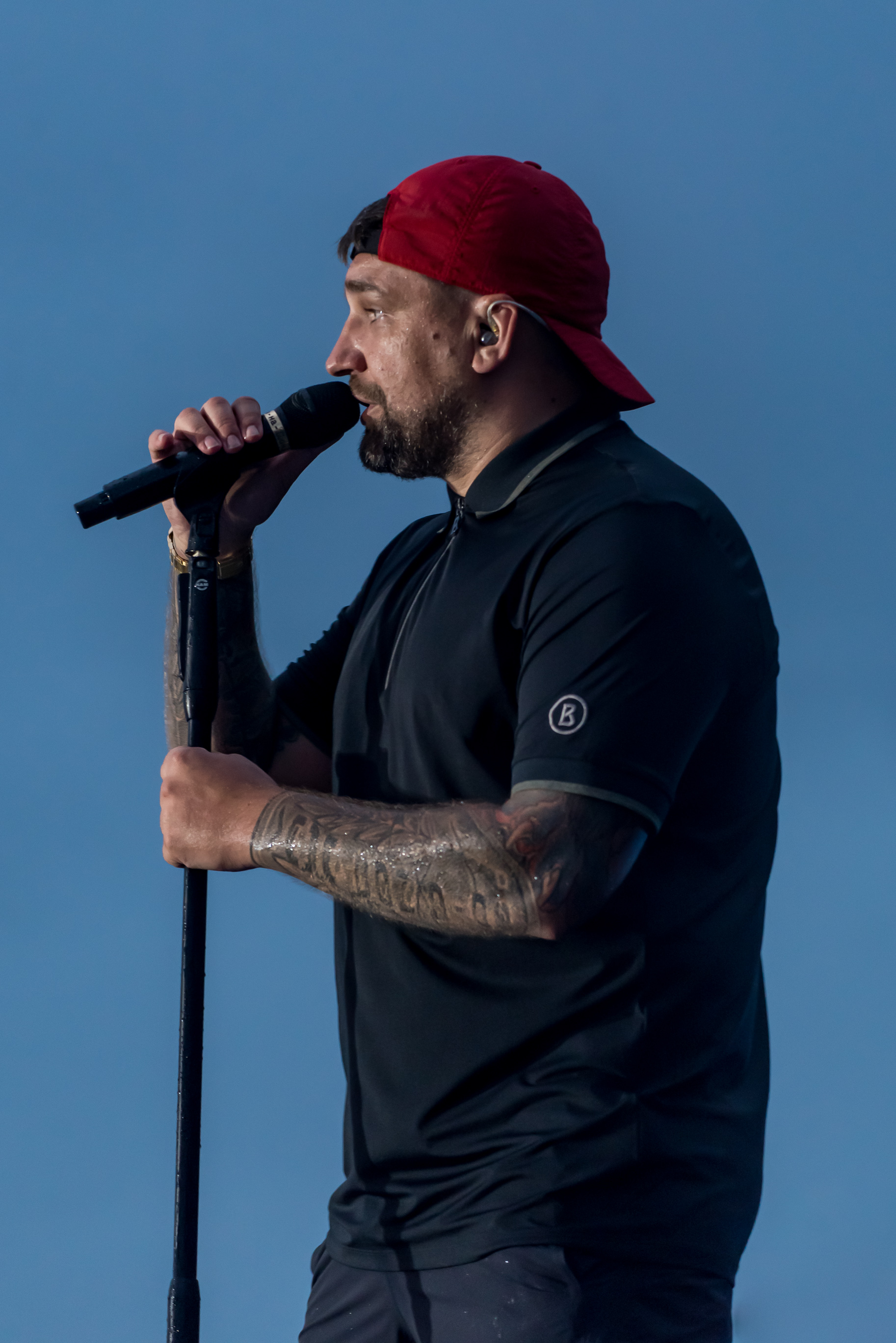
Баста
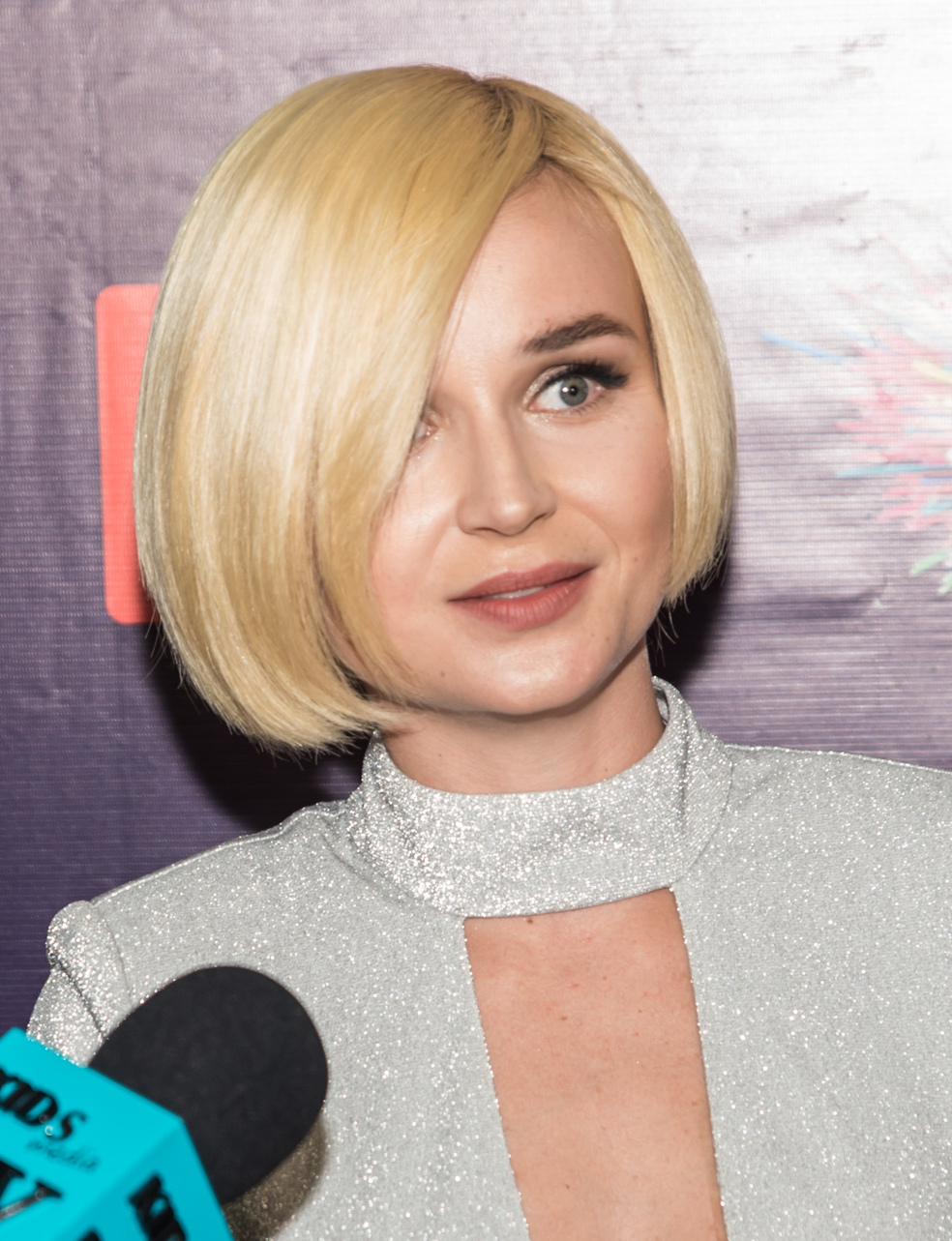
Полина Гагарина
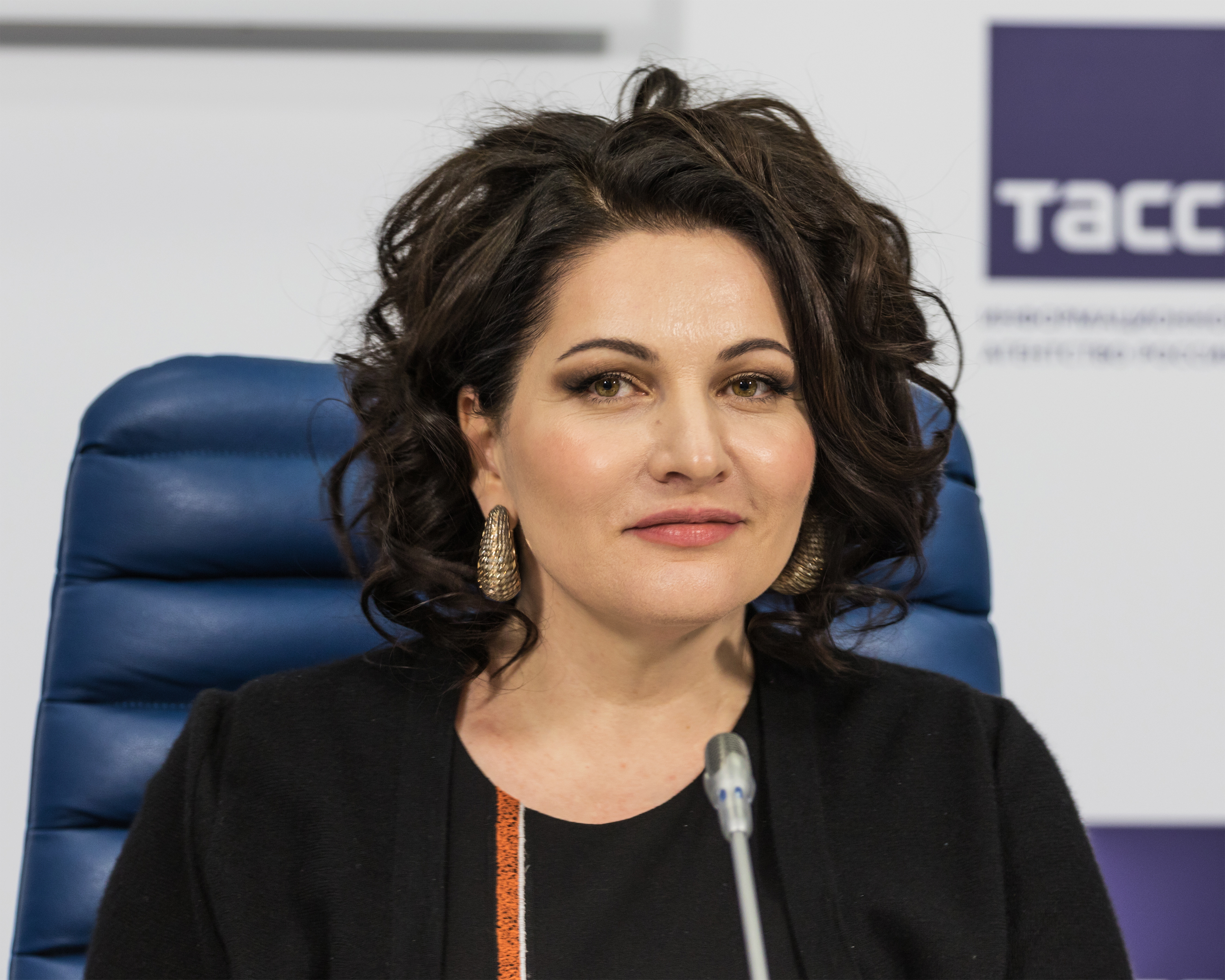
Хибла Герзмава
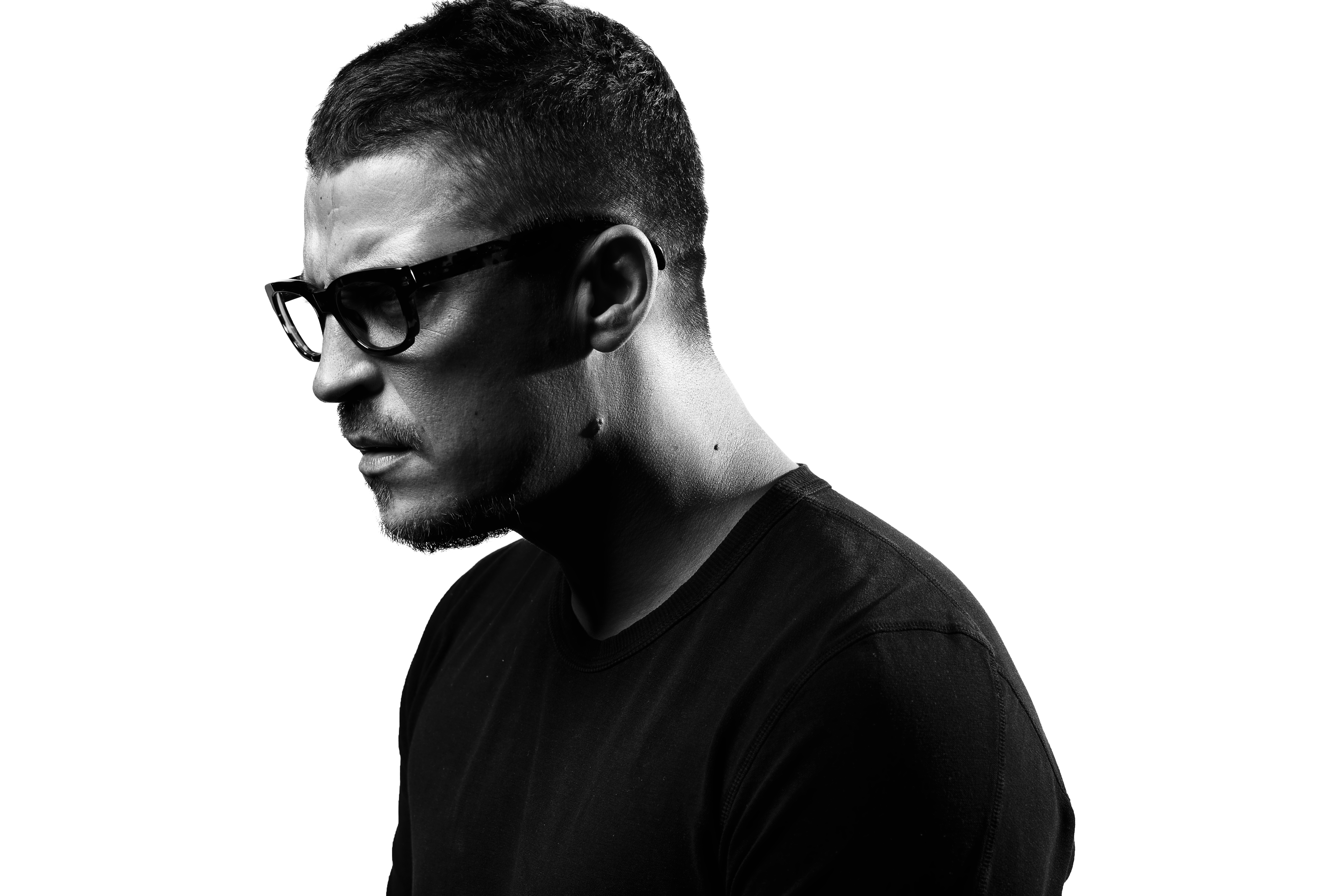
Антон Беляев

- Баста — российский рэп-исполнитель, композитор, продюсер.
- Полина Гагарина — российская эстрадная певица, победительница второго сезона проекта «Фабрика звёзд», представительница России на песенном конкурсе «Евровидение-2015», где заняла 2-е место, народная артистка Республики Башкортостан.
- Хибла Герзмава — российская оперная певица, солистка Московского музыкального театра имени Станиславского и Немировича-Данченко, народная артистка Абхазии, народная артистка РФ.
- Антон Беляев — российский музыкант, основатель и фронтмен группы «Therr Maitz», полуфиналист второго сезона проекта «Голос».

## Команды
| - Победитель - Второе место - Третье место - Четвёртое место | - Выбыл в финале - Выбыл в полуфинале - Спасён в нокаутах (имя вычеркнуто) - Выбыл в нокаутах - Выбыл в поединках |  |

| Наставники                             | Топ 48 участников  | Топ 48 участников    | Топ 48 участников | Топ 48 участников     | Топ 48 участников | Топ 48 участников |
| -------------------------------------- | ------------------ | -------------------- | ----------------- | --------------------- | ----------------- | ----------------- |
| Баста                                  |                    |                      |                   |                       |                   |                   |
| Илья Алтухов                           | Валерий Рагулин    | Лиана Зайнуллина     | Ксения Чагунава   | Наталья Сергиенко     |                   |                   |
| Элеонора Деткова                       | Анна Перевозкина   | Мила Новак           | Аймен Габиш       | Александра Черноусова |                   |                   |
| Вероника Мелексетян                    | Дарья Котова       | Илона Триандафиллиди |                   |                       |                   |                   |
| Полина Гагарина                        |                    |                      |                   |                       |                   |                   |
| Валентина Яньшина                      | Наталья Сергиенко  | Валерия Асонова      | Юлия Учайкина     | Виктор Чесноков       |                   |                   |
| Ольга Козлова                          | Алон Низамов       | Юрий Курнаков        | Игнат Изотов      | Дмитрий Клычков       |                   |                   |
| Михаил Демидов                         | Владимир Гринченко | Ульяна Зарва         |                   |                       |                   |                   |
| Хибла Герзмава                         |                    |                      |                   |                       |                   |                   |
| Давид Саникидзе                        | Матвей Козин       | Ксения Чагунава      | Дзамболат Дулаев  | Эльвина Бархитдинова  |                   |                   |
| Антон Панзин                           | Фёдор Шпагин       | Чэнь ЦзыЖань         | Наира Геворгян    | Борис Комлев          |                   |                   |
| Софья Ларионова                        | Виктория Каунова   | Ирина Подлесная      |                   |                       |                   |                   |
| Антон Беляев                           |                    |                      |                   |                       |                   |                   |
| Дзамболат Дулаев                       | Ёнатан Тащан       | Алексей Осичев       | Лиана Зайнуллина  | Рената Таирова        |                   |                   |
| Екатерина Семёнова                     | Андрей Белецкий    | Роберт Щербаков      | Эмили Курие       | Шалум Алхасов         |                   |                   |
| Кира Кабирова                          | Евгения Шахнович   | Анастасия Рынгач     |                   |                       |                   |                   |
| Спасённые участники выделены курсивом. |                    |                      |                   |                       |                   |                   |

## Слепые прослушивания
В этом сезоне снова реализована кнопка «Заблокировать», впервые появившаяся в одиннадцатом сезоне. Каждый наставник может воспользоваться ею неограниченное количество раз.

### Выпуск № 1: Слепые прослушивания. 1-я неделя
Выпуск вышел в эфир 31 января 2025 года. В начале выпуска наставники пели песню «Я выбираю тебя» группы «Моральный кодекс».
| № | Исполнитель                                                                | Песня                                                                                  | Выбор участников и наставников | Выбор участников и наставников | Выбор участников и наставников | Выбор участников и наставников |
| № | Исполнитель                                                                | Песня                                                                                  | Баста                          | Гагарина                       | Хибла                          | Беляев                         |
| - | -------------------------------------------------------------------------- | -------------------------------------------------------------------------------------- | ------------------------------ | ------------------------------ | ------------------------------ | ------------------------------ |
| 1 | Валентина Яньшина (30 лет, г. Раменское, Московская область)               | «Небо славян» (Константин Панфилов)                                                    |                                |                                | —                              | —                              |
| 2 | Илья Алтухов (31 год, г. Комсомольск-на-Амуре, Хабаровский край)           | «Куплеты Мефистофеля» (Шарль Гуно / Поль-Жюль Барбье / Мишель Карре / Пётр Калашников) |                                | —                              |                                |                                |
| 3 | Волкан Джан Ташлык (21 год, г. Алматы, Казахстан )                         | «Никак» (Джахид Гусейнли)                                                              | —                              | —                              | —                              | —                              |
| 4 | Александра Черноусова (29 лет, г. Комсомольск-на-Амуре, Хабаровский край)  | «I Put a Spell on You» (Скримин Джей Хокинс)                                           |                                | —                              | —                              | —                              |
| 5 | Бориc Комлев (43 года, г. Москва)                                          | «Как молоды мы были» (Александра Пахмутова / Николай Добронравов)                      | —                              | —                              |                                | —                              |
| 6 | Наталья Сергиенко (26 лет, сл. Родионово-Несветайская, Ростовская область) | «Emotions» (Мэрайя Кери / Роберт Кливиллес / Дэвид Коул)                               |                                |                                |                                |                                |
| 7 | Григорий Галустян (38 лет, г. Минеральные Воды, Ставропольский край)       | «Сам тебя выдумал» (Михаил Бублик)                                                     | —                              | —                              | —                              | —                              |
| 8 | Вера Меч (36 лет, г. Москва)                                               | «Всё, что касается» (Роман Билык)                                                      | —                              | —                              | —                              | —                              |
| 9 | Илона Триандафиллиди (29 лет, г. Крымск, Краснодарский край)               | «Je Suis Malade» (Алиса Донадель / Серж Лама / Леонид Агутин)                          |                                |                                | ✘                              |                                |

### Выпуск № 2: Слепые прослушивания. 2-я неделя
Выпуск вышел в эфир 7 февраля 2025 года.
| №  | Исполнитель                                                           | Песня                                                         | Выбор участников и наставников | Выбор участников и наставников | Выбор участников и наставников | Выбор участников и наставников |
| №  | Исполнитель                                                           | Песня                                                         | Баста                          | Гагарина                       | Хибла                          | Беляев                         |
| -- | --------------------------------------------------------------------- | ------------------------------------------------------------- | ------------------------------ | ------------------------------ | ------------------------------ | ------------------------------ |
| 1  | Эльвина Бархитдинова (36 лет, г. Верхняя Пышма, Свердловская область) | «Gopher» (Мойзес Виванко)                                     |                                |                                |                                |                                |
| 2  | Алексей Осичев (24 года, г. Слободзея, Молдова )                      | «Стану ли я счастливей» (Олег Шаумаров / Наталья Касимцева)   | —                              | —                              |                                |                                |
| 3  | Алёна Кошкина (32 года, г. Киров)                                     | «Хорошие девчата» (Александра Пахмутова / Михаил Матусовский) | —                              | —                              | —                              | —                              |
| 4  | Дмитрий Никаноров (31 год, г. Кимры, Тверская область)                | «Caruso» (Лучо Далла)                                         | —                              | —                              | —                              | —                              |
| 5  | Ульяна Зарва (17 лет, г. Барнаул, Алтайский край)                     | «Drown in my own tears» (Гай Гловер)                          | —                              |                                | —                              |                                |
| 6  | Ёнатан Тащан (24 года, г. Севастополь)                                | «Одно и то же» (Екатерина Иванчикова / Леонид Терещенко)      | ✘                              |                                |                                |                                |
| 7  | Юлия Учайкина (30 лет, г. Владивосток, Приморский край)               | «Кабриолет» (Гари Голд / Илья Резник)                         | —                              |                                | —                              | —                              |
| 8  | Антон Панзин (17 лет, г. Нижний Новгород)                             | «Moondance» (Ван Моррисон)                                    | —                              | —                              |                                | —                              |
| 9  | Виктория Устюжанина (24 года, г. Сергиев Посад, Московская область)   | «Львиное сердце» (Марк Лукашев)                               | —                              | —                              | —                              | —                              |
| 10 | Ксения Чагунава (29 лет, г. Москва)                                   | «The House of the Rising Sun» (музыка и слова народные)       |                                |                                | —                              | ✘                              |

### Выпуск № 3: Слепые прослушивания. 3-я неделя
Выпуск вышел в эфир 14 февраля 2025 года.
| №  | Исполнитель                                                     | Песня | Выбор участников и наставников | Выбор участников и наставников | Выбор участников и наставников | Выбор участников и наставников |
| №  | Исполнитель                                                     | Песня | Баста                          | Гагарина                       | Хибла                          | Беляев                         |
| -- | --------------------------------------------------------------- | --- | ------------------------------ | ------------------------------ | ------------------------------ | ------------------------------ |
| 1  | Анна Перевозкина (25 лет, п. Боровский, Тюменская область)      | «Ой, там на горе» (музыка и слова народные)                                                                                      |                                |                                |                                |                                |
| 2  | Давид Саникидзе (23 года, г. Междуреченск, Кемеровская область) | «Гранада» (Агустин Лара) |                                |                                |                                |                                |
| 3  | Валерий Рагулин (36 лет, г. Майкоп, Республика Адыгея)          | «Самолеты» (Евгений Трофимов) |                                | —                              | —                              | —                              |
| 4  | Валерия Кучма (21 год, г. Рига, Латвия )                        | «Natural» (Дэн Рейнольдс / Джастин Дрю Трантер / Маттиас Ларссон / Робин Фредрикссон / Бен МакКи / Дэниел Сермон / Дэн Платцмен) | —                              | —                              | —                              | —                              |
| 5  | Жиресс Мангуади (37 лет, г. Киншаса, ДР Конго )                 | «Bella ciao» (музыка и слова народные)                                                                                           | —                              | —                              | —                              | —                              |
| 6  | Валерия Асонова (16 лет, г. Курчатов, Курская область)          | «Паромщик» (Надежда Новосадович)                                                                                                 | —                              |                                | —                              | —                              |
| 7  | Ангелина Горбунова (22 года, г. Балашов, Саратовская область)   | «Половина сердца» (Леонид Агутин)                                                                                                | —                              | —                              | —                              | —                              |
| 8  | Андрей Белецкий (31 год, г. Ташкент, Узбекистан )               | «Kiss from a Rose» (Генри Сэмюэл)                                                                                                |                                | —                              | —                              |                                |
| 9  | Виктория Каунова (32 года, г. Ростов-на-Дону)                   | «Что знает о любви любовь» (Андрей Эшпай / Евгений Евтушенко)                                                                    | —                              | —                              |                                | —                              |
| 10 | Эмили Курие (17 лет, г. Москва)                                 | «Tough Lover» (Э. Джеймс / Д. Джонс)                                                                                             |                                |                                | ✘                              |                                |

### Выпуск № 4: Слепые прослушивания. 4-я неделя
Выпуск вышел в эфир 21 февраля 2025 года.
| №  | Исполнитель                                                     | Песня                                                                                | Выбор участников и наставников | Выбор участников и наставников | Выбор участников и наставников | Выбор участников и наставников |
| №  | Исполнитель                                                     | Песня                                                                                | Баста                          | Гагарина                       | Хибла                          | Беляев                         |
| -- | --------------------------------------------------------------- | ------------------------------------------------------------------------------------ | ------------------------------ | ------------------------------ | ------------------------------ | ------------------------------ |
| 1  | Дмитрий Клычков (38 лет, Нижегородская область)                 | «Мама, я 300» (Дмитрий Клычков)                                                      | —                              |                                | —                              | —                              |
| 2  | Софья Ларионова (20 лет, г. Барнаул, Алтайский край)            | «Ты не целуй» (Вадим Усланов / Михаил Гуцериев)                                      | —                              |                                |                                |                                |
| 3  | Мария Шелофаст (35 лет, г. Хабаровск)                           | «I See Red» (Роберт Нэвил)                                                           | —                              | —                              | —                              | —                              |
| 4  | Чэнь Цзы Жань (28 лет, г. Чэнду, Китай, )                       | «Катюша» (Матвей Блантер / Михаил Исаковский)                                        | —                              | —                              |                                | —                              |
| 5  | Виктор Чесноков (38 лет, г. Королёв, Московская область)        | «Il mare calmo della sera» (Адельмо Форначари / Джан Пьетро Фелисатти / Глория Нути) |                                |                                | ✘                              | ✘                              |
| 6  | Юрий Курнаков (22 года, г. Джанкой, Республика Крым)            | «Wicked Game» (Крис Исаак)                                                           | —                              |                                |                                | —                              |
| 7  | Наталья Цикишева (33 года, г. Моздок, Северная Осетия-Алания)   | «Клён» (Юрий Акулов / Леонтий Шишко)                                                 | —                              | —                              | —                              | —                              |
| 8  | Антон Старостин (33 года, г. Димитровград, Ульяновская область) | «Ты неси меня, река» (Игорь Матвиенко / Александр Митта)                             | —                              | —                              | —                              | —                              |
| 9  | Дарья Котова (31 год, г. Москва)                                | «ЖИВОЙ» (Ярослав Дронов)                                                             |                                | —                              | —                              | —                              |
| 10 | Михаил Демидов (38 лет, г. Екатеринбург)                        | «Старинная солдатская» (Булат Окуджава)                                              | —                              |                                | —                              | —                              |

### Выпуск № 5: Слепые прослушивания. 5-я неделя
Выпуск вышел в эфир 28 февраля 2025 года.
| №  | Исполнитель                                                                      | Песня                                                                                              | Выбор участников и наставников | Выбор участников и наставников | Выбор участников и наставников | Выбор участников и наставников |
| №  | Исполнитель                                                                      | Песня                                                                                              | Баста                          | Гагарина                       | Хибла                          | Беляев                         |
| -- | -------------------------------------------------------------------------------- | -------------------------------------------------------------------------------------------------- | ------------------------------ | ------------------------------ | ------------------------------ | ------------------------------ |
| 1  | Элеонора Деткова (27 лет, г. Радужный, Ханты-Мансийский автономный округ — Югра) | «Была любовь» (Виктор Дробыш / Анатолий Лопатин)                                                   |                                |                                | ✘                              |                                |
| 2  | Марк Кондратьев (24 лет, г. Москва)                                              | «Gethsemane (I Only Wanted to Say)» (Эндрю Уэббер / Тим Райс)                                      | —                              | —                              | —                              | —                              |
| 3  | Рената Таирова (18 лет, г. Астрахань)                                            | «Пташечка» (музыка и слова народные)                                                               | —                              |                                | —                              |                                |
| 4  | Игнат Изотов (26 лет, г. Казань, Республика Татарстан)                           | «Il mondo» (Лилли Греко, Джанни Меччиа, Карлос Пес, Энрико Сбрикколи)                              | ✘                              |                                |                                |                                |
| 5  | Хайринисо Акбарова (19 лет, г. Ташкент, Узбекистан )                             | «Дорогой длинною» (Борис Фомин / Константин Подревский)                                            | —                              | —                              | —                              | —                              |
| 6  | Роберт Щербаков (23 года, г. Новосибирск)                                        | «All of Me» (Джон Стивенс / Тоби Гэд)                                                              | —                              | —                              | —                              |                                |
| 7  | Данил Рахматулин (32 года, г. Уральск, Казахстан )                               | «Ночь» (Андрей Клементьев)                                                                         | —                              | —                              | —                              | —                              |
| 8  | Анастасия Рынгач (29 лет, г. Егорьевск, Московская область)                      | «Здесь хорошо» (Сергей Рахманинов / Галина Ринкс)                                                  | —                              |                                | —                              |                                |
| 9  | Мила Новак (18 лет, г. Москва)                                                   | «Smells like Teen Spirit» (Курт Кобейн / Дэйв Грол / Крист Новоселич)                              |                                | —                              | —                              | —                              |
| 10 | Екатерина Семёнова (20 лет, г. Белгород)                                         | «Anyone» (Деми Ловато / Биби Бурелли / Эйлар Мирзазаде / Джей Мунси / Сэм Роман / Дайен Александр) |                                |                                |                                |                                |

### Выпуск № 6: Слепые прослушивания. 6-я неделя
Выпуск вышел в эфир 7 марта 2025 года.
| №  | Исполнитель                                                  | Песня | Выбор участников и наставников | Выбор участников и наставников | Выбор участников и наставников | Выбор участников и наставников |
| №  | Исполнитель                                                  | Песня | Баста                          | Гагарина                       | Хибла                          | Беляев                         |
| -- | ------------------------------------------------------------ | --- | ------------------------------ | ------------------------------ | ------------------------------ | ------------------------------ |
| 1  | Владимир Гринченко (30 лет, г. Владивосток)                  | «Minor» (Азамат Кудзаев / Сослан Бурнацев / Азамат Кудзаев)                                                           |                                |                                | —                              | —                              |
| 2  | Ольга Козлова (33 года, г. Армавир, Краснодарский край)      | «Выходная ария из оперетты «Сильва» » (Имре Кальман / Бела Йенбах / Лео Штайн / Владимир Михайлов / Дмитрий Толмачёв) | —                              |                                | —                              | —                              |
| 3  | Андрей Ровков (49 лет, г Байконур, Казахстан )               | «Бледный бармен» (Игорь Матвиенко / Александр Шаганов)                                                                | —                              | —                              | —                              | —                              |
| 4  | Евгения Шахнович (30 лет, г. Санкт-Петербург)                | «Pump Up The Jam» (Мануэла Камоси / Томас де Квинси)                                                                  |                                | —                              |                                |                                |
| 5  | Амалия Крымская (22 года, г. Симферополь, Республика Крым)   | «Титры» (Джахид Гусейнли)                                                                                             | —                              | —                              | —                              | —                              |
| 6  | Матвей Козин (37 лет, г. Зеленодольск, Республика Татарстан) | «Way Down We Go» (Давид Антонссон / Йокуль Юлиуссон / Даниль Кристьянсон / Рубен Поллок)                              |                                |                                |                                | ✘                              |
| 7  | Анна Савченко (43 года, г. Ульяновск)                        | «Кажется» (Игорь Якушенко / Лев Ошанин)                                                                               | —                              | —                              | —                              | —                              |
| 8  | Аймен Габиш (27 лет, Тунис )                                 | «Aïcha» (Жан-Жак Гольдман / Ибрагим Халед)                                                                            |                                | —                              | —                              |                                |
| 9  | Ирина Подлесная (29 лет, г. Ростов-на-Дону)                  | «Hero» (Мэрайя Кэри / Уолтер Афанасьефф)                                                                              | —                              | —                              |                                | —                              |
| 10 | Кира Кабирова (21 год, г. Челябинск)                         | «My Heart Belongs to Daddy» (Коул Портер)                                                                             |                                |                                | —                              |                                |

### Выпуск № 7: Слепые прослушивания. 7-я неделя
Выпуск вышел в эфир 14 марта 2025 года.
| №  | Исполнитель                                                                   | Песня                                                           | Выбор участников и наставников | Выбор участников и наставников | Выбор участников и наставников | Выбор участников и наставников |
| №  | Исполнитель                                                                   | Песня                                                           | Баста                          | Гагарина                       | Хибла                          | Беляев                         |
| -- | ----------------------------------------------------------------------------- | --------------------------------------------------------------- | ------------------------------ | ------------------------------ | ------------------------------ | ------------------------------ |
| 1  | Дзамболат Дулаев (32 года, г. Владикавказ, республика Северная Осетия-Алания) | «Мелодия» (Александра Пахмутова / Николай Добронравов)          |                                | —                              |                                | ✘                              |
| 2  | Наира Геворгян (18 лет, г. Москва)                                            | «Mamma Knows Best» (Джессика Корниш / Эштон Томас Миллард)      | —                              | —                              |                                | —                              |
| 3  | Арика Бодрова (24 года, г. Санкт-Петербург)                                   | «Кончится лето» (Виктор Цой)                                    | —                              | —                              | —                              | —                              |
| 4  | Шалум Алхасов (27 лет, г. Нальчик, Кабардино-Балкарская республика)           | «Miserere» (Грегорио Аллегри)                                   |                                | —                              | —                              |                                |
| 5  | Вероника Мелексетян (20 лет, с. Крым, Ростовская область)                     | «Земля» (Мария Макарова)                                        |                                |                                | —                              | —                              |
| 6  | Елизавета Брятко (22 года, г. Саратов)                                        | «Мой первый день» (Игорь Крутой / Римма Казакова)               | Полная команда                 | —                              | —                              | —                              |
| 7  | Алон Низамов (26 лет, г. Москва)                                              | «Human» (Джейми Хартман / Рори Грэм)                            |                                |                                |                                | ✘                              |
| 8  | Александра Киселева (34 года, г. Феодосия, Республика Крым)                   | «Белая песня» (Светлана Сурганова / Виктор Тхай)                | Полная команда                 | Полная команда                 | —                              | —                              |
| 9  | Федор Шпагин (17 лет, г. Арзамас, Нижегородская область)                      | «Nature Boy» (Иден Ахбез)                                       | Полная команда                 | Полная команда                 |                                | —                              |
| 10 | Алина Аракелова (23 года, г. Москва)                                          | «Герой не моего романа» (Виктор Началов / Антонина Владимирова) | Полная команда                 | Полная команда                 | Полная команда                 | —                              |
| 11 | Лиана Зайнуллина (22 года, г. Казань, Республика Татарстан)                   | «Льдинка» (Виктор Резников)                                     |                                |                                |                                |                                |

## Поединки

### Выпуски № 8-9: Поединки
Этап «Поединки» начался 21 марта и завершился 28 марта 2025 года. 24 участника, которые выиграли свои поединки, прошли в этап «Нокауты».
| Выпуск              | Наставник       | №  | Победитель           | Песня | Проигравший           |
| ------------------- | --------------- | -- | -------------------- | --- | --------------------- |
|                     |                 |    |                      | |                       |
| Выпуск 8 (21 марта) | Баста           | 1  | Валерий Рагулин      | «Проститься» (Владимир Кристовский) | Илона Триандафиллиди  |
| Выпуск 8 (21 марта) | Полина Гагарина | 2  | Юлия Учайкина        | «Proud Mary» (Джон Фогерти) | Ульяна Зарва          |
| Выпуск 8 (21 марта) | Хибла Герзмава  | 3  | Давид Саникидзе      | «Назови своё имя, любовь» / «Senza te» (Сергей Рахманинов / Леонид Овруцкий / Антон Сергеев / Денис Вертунов / Рафаэль Сафин / Илья Резник / Э. Арано) | Ирина Подлесная       |
| Выпуск 8 (21 марта) | Антон Беляев    | 4  | Алексей Осичев       | «Течёт река Волга» (Марк Фрадкин / Лев Ошанин) | Анастасия Рынгач      |
| Выпуск 8 (21 марта) | Баста           | 5  | Наталья Сергиенко    | «Вижу тебя» (Алёна Высоцкая) | Дарья Котова          |
| Выпуск 8 (21 марта) | Хибла Герзмава  | 6  | Антон Панзин         | «Somewhere» (Леонард Бернштейн / Стивен Сондхайм) | Виктория Каунова      |
| Выпуск 8 (21 марта) | Антон Беляев    | 7  | Андрей Белецкий      | «Белая ночь» (Сергей Романов / Александр Морозов) | Евгения Шахнович      |
| Выпуск 8 (21 марта) | Хибла Герзмава  | 8  | Фёдор Шпагин         | «If You’re Not the One» (Дэниел Бедингфилд) | Софья Ларионова       |
| Выпуск 8 (21 марта) | Баста           | 9  | Анна Перевозкина     | «Воля» (Владимира Шпигарь) | Вероника Мелексетян   |
| Выпуск 8 (21 марта) | Полина Гагарина | 10 | Алон Низамов         | «Свободна» (Сергей Залуженцев / Алдет Арынов) | Владимир Гринченко    |
| Выпуск 8 (21 марта) | Антон Беляев    | 11 | Рената Таирова       | «The Fool on the Hill» (Пол Маккартни / Джон Леннон)                                                                                                   | Кира Кабирова         |
| Выпуск 8 (21 марта) | Полина Гагарина | 12 | Ольга Козлова        | «Я тебя никогда не забуду» (Алексей Рыбников / Андрей Вознесенский)                                                                                    | Михаил Демидов        |
|                     |                 |    |                      | |                       |
| Выпуск 9 (28 марта) | Антон Беляев    | 1  | Ёнатан Тащан         | «Улыбка» (Владимир Шаинский / Михаил Пляцковский) | Шалум Алхасов         |
| Выпуск 9 (28 марта) | Баста           | 2  | Элеонора Деткова     | «We Found Love» (Кельвин Харрис) | Александра Черноусова |
| Выпуск 9 (28 марта) | Хибла Герзмава  | 3  | Эльвина Бархитдинова | «Вечная любовь» (Жорж Гарваренц / Шарль Азнавур / Наталья Кончаловская)                                                                                | Борис Комлев          |
| Выпуск 9 (28 марта) | Полина Гагарина | 4  | Валентина Яньшина    | «Больно мне» (Анатолий Розанов / Татьяна Назарова) | Дмитрий Клычков       |
| Выпуск 9 (28 марта) | Хибла Герзмава  | 5  | Матвей Козин         | «Океан» (Антон Шаплин) | Наира Геворгян        |
| Выпуск 9 (28 марта) | Антон Беляев    | 6  | Екатерина Семёнова   | «Somebody to Love» (Дарби Слик) | Эмили Курие           |
| Выпуск 9 (28 марта) | Баста           | 7  | Ксения Чагунава      | «Фары» (Сергей Приказчиков) | Аймен Габиш           |
| Выпуск 9 (28 марта) | Полина Гагарина | 8  | Виктор Чесноков      | «L'ultima Notte» (Марко Маринаджели) | Игнат Изотов          |
| Выпуск 9 (28 марта) | Антон Беляев    | 9  | Лиана Зайнуллина     | «Вальс клоуна» (Юрий Саульский / Григорий Поженян) | Роберт Щербаков       |
| Выпуск 9 (28 марта) | Полина Гагарина | 10 | Валерия Асонова      | «Если ты когда-нибудь меня простишь» (Леонид Агутин)                                                                                                   | Юрий Курнаков         |
| Выпуск 9 (28 марта) | Баста           | 11 | Илья Алтухов         | «I Was Made for Lovin’ You» (Дезмонд Чайлд / Винсент Понсия-младший / Пол Стэнли)                                                                      | Мила Новак            |
| Выпуск 9 (28 марта) | Хибла Герзмава  | 12 | Дзамболат Дулаев     | «Подмосковные вечера» (Василий Соловьёв-Седой / Михаил Матусовский / Сюэ Фань)                                                                         | Чэнь ЦзыЖань          |

## Нокауты

### Выпуски № 10-11: Нокауты
Этап «Нокауты» начался 4 апреля и завершился 11 апреля 2025 года. В каждой команде каждого наставника осталось шесть участников. Наставники разделили свою команду на две тройки и оставили в проекте лишь одного вокалиста из каждой тройки. Как и в прошлом сезоне, на этом этапе у каждого наставника есть возможность спасения одного участника из другой команды. В Полуфинал прошли по два участника от каждой команды, а также спасённые наставниками.
| Выпуск                | Наставник       | № | Песня                                                                | Участники         | Участники            | Песня                                                                                     | Спасение       | Спасение       | Спасение       | Спасение       |
| Выпуск                | Наставник       | № | Песня                                                                | Победитель        | Проигравшие          | Песня                                                                                     | Баста          | Гагарина       | Хибла          | Беляев         |
| --------------------- | --------------- | - | -------------------------------------------------------------------- | ----------------- | -------------------- | ----------------------------------------------------------------------------------------- | -------------- | -------------- | -------------- | -------------- |
|                       |                 |   |                                                                      |                   |                      |                                                                                           |                |                |                |                |
| Выпуск 10 (4 апреля)  | Полина Гагарина | 1 | «Метелица» (Александр Шульгин)                                       | Валентина Яньшина | Алон Низамов         | «Unchain My Heart» (Бобби Шарп / Тэдди Пауэлл)                                            | —              | Недоступно     | —              | —              |
| Выпуск 10 (4 апреля)  | Полина Гагарина | 1 | «Метелица» (Александр Шульгин)                                       | Валентина Яньшина | Ольга Козлова        | «Улетай на крыльях ветра» (Александр Бородин / Владимир Стасов)                           | —              | Недоступно     | —              | —              |
| Выпуск 10 (4 апреля)  | Баста           | 2 | «Спасибо» (Николай Носков / Игорь Брусенцев)                         | Валерий Рагулин   | Наталья Сергиенко    | «History Repeating» (Алекс Гиффорд)                                                       | Недоступно     |                | —              | —              |
| Выпуск 10 (4 апреля)  | Баста           | 2 | «Спасибо» (Николай Носков / Игорь Брусенцев)                         | Валерий Рагулин   | Анна Перевозкина     | «На горе мак» (Христина Кузнецова / Юрий Усачёв / слова народные)                         | Недоступно     | Полная команда | —              | —              |
| Выпуск 10 (4 апреля)  | Антон Беляев    | 3 | «Жестокая любовь» (Олег Попков)                                      | Ёнатан Тащан      | Андрей Белецкий      | «Bitter Sweet Symphony» (Ричард Эшкрофт / Мик Джаггер / Кит Ричардс)                      | —              | Полная команда | —              | Недоступно     |
| Выпуск 10 (4 апреля)  | Антон Беляев    | 3 | «Жестокая любовь» (Олег Попков)                                      | Ёнатан Тащан      | Лиана Зайнуллина     | «Земля» (Мария Макарова)                                                                  |                | Полная команда | —              | Недоступно     |
| Выпуск 10 (4 апреля)  | Хибла Герзмава  | 4 | «Go the Distance» (Алан Менкен / Дэвид Зиппель)                      | Давид Саникидзе   | Антон Панзин         | «Монолог» (Марк Минков / Мария Цветаева)                                                  | Полная команда | Полная команда | Недоступно     | —              |
| Выпуск 10 (4 апреля)  | Хибла Герзмава  | 4 | «Go the Distance» (Алан Менкен / Дэвид Зиппель)                      | Давид Саникидзе   | Фёдор Шпагин         | «Танго "Магнолия"» (Александр Вертинский)                                                 | Полная команда | Полная команда | Недоступно     | —              |
|                       |                 |   |                                                                      |                   |                      |                                                                                           |                |                |                |                |
| Выпуск 11 (11 апреля) | Антон Беляев    | 1 | «Right Here Waiting» (Ричард Маркс)                                  | Алексей Осичев    | Рената Таирова       | «Вьюга» (Филипп Писарев / Егор Захаров)                                                   | Полная команда | Полная команда | —              | Недоступно     |
| Выпуск 11 (11 апреля) | Антон Беляев    | 1 | «Right Here Waiting» (Ричард Маркс)                                  | Алексей Осичев    | Екатерина Семёнова   | «Опять метель» (Константин Меладзе / Джахан Поллыева)                                     | Полная команда | Полная команда | —              | Недоступно     |
| Выпуск 11 (11 апреля) | Полина Гагарина | 2 | «Несчастливая любовь» (Татьяна Липницкая)                            | Валерия Асонова   | Юлия Учайкина        | «Firework» (Эстер Дин / Миккел Эриксен / Тор Хермансен / Сэнди Вильгельм / Кэтрин Хадсон) | Полная команда | Полная команда | —              | —              |
| Выпуск 11 (11 апреля) | Полина Гагарина | 2 | «Несчастливая любовь» (Татьяна Липницкая)                            | Валерия Асонова   | Виктор Чесноков      | «Улетаю» (Байгали Серкебаев)                                                              | Полная команда | Полная команда | —              | —              |
| Выпуск 11 (11 апреля) | Хибла Герзмава  | 3 | «If I Ever Lose My Faith in You» (Гордон Самнер)                     | Матвей Козин      | Дзамболат Дулаев     | «Песня о далёкой Родине» (Микаэл Таривердиев / Роберт Рождественский)                     | Полная команда | Полная команда | Недоступно     |                |
| Выпуск 11 (11 апреля) | Хибла Герзмава  | 3 | «If I Ever Lose My Faith in You» (Гордон Самнер)                     | Матвей Козин      | Эльвина Бархитдинова | «Город влюбленных людей» (Вадим Гамалия / Виктор Орлов)                                   | Полная команда | Полная команда | Недоступно     | Полная команда |
| Выпуск 11 (11 апреля) | Баста           | 4 | «Ничто в полюшке не колышется» (Александр Градский / слова народные) | Илья Алтухов      | Ксения Чагунава      | «You Lost Me» (Кристина Агилера / Сэмюэл Диксон / Сиа Фёрлер)                             | Полная команда | Полная команда |                | Полная команда |
| Выпуск 11 (11 апреля) | Баста           | 4 | «Ничто в полюшке не колышется» (Александр Градский / слова народные) | Илья Алтухов      | Элеонора Деткова     | «Верю в тебя» (Дмитрий Лорен)                                                             | Полная команда | Полная команда | Полная команда | Полная команда |

## Полуфинал

### Выпуск № 12: Полуфинал
Прямой эфир Полуфинала состоялся 18 апреля 2025 года. В команде каждого наставника осталось три участника. По результатам голосования зрителей и наставников в Финал прошли по два вокалиста от каждой команды.
| Выпуск                | Наставник       | №  | Участник          | Песня                                                                           | Голоса наставника | Голоса зрителей | Сумма голосов | Итог           |
| --------------------- | --------------- | -- | ----------------- | ------------------------------------------------------------------------------- | ----------------- | --------------- | ------------- | -------------- |
| Выпуск 12 (18 апреля) | Антон Беляев    | 1  | Алексей Осичев    | «Небо на ладони» (Константин Губин / Иосиф Павлиашвили)                         | 30 %              | 21,5 %          | 51,5 %        | Выбыл          |
| Выпуск 12 (18 апреля) | Антон Беляев    | 2  | Ёнатан Тащан      | «Black Hole Sun» (Крис Корнелл)                                                 | 50 %              | 12,3 %          | 62,3 %        | Прошёл в Финал |
| Выпуск 12 (18 апреля) | Антон Беляев    | 3  | Дзамболат Дулаев  | «Ты меня любишь» (Игорь Крутой / Римма Казакова)                                | 20 %              | 66,2 %          | 86,2 %        | Прошёл в Финал |
| Выпуск 12 (18 апреля) | Полина Гагарина | 4  | Валерия Асонова   | «Эти цветы так кстати» (Ксения Минаева / Андрей Барановский)                    | 20 %              | 22,9 %          | 42,9 %        | Выбыла         |
| Выпуск 12 (18 апреля) | Полина Гагарина | 5  | Наталья Сергиенко | «Heaven» (Хьюго Чегвин / Гарри Крейз / Шахид Хан / Адель Санде / Майкл Спенсер) | 30 %              | 23,6 %          | 53,6 %        | Прошла в Финал |
| Выпуск 12 (18 апреля) | Полина Гагарина | 6  | Валентина Яньшина | «Реченька» (музыка и слова народные)                                            | 50 %              | 53,5 %          | 103,5 %       | Прошла в Финал |
| Выпуск 12 (18 апреля) | Хибла Герзмава  | 7  | Ксения Чагунава   | «Старый клён» (Александра Пахмутова / Михаил Матусовский)                       | 20 %              | 23 %            | 43,0 %        | Выбыла         |
| Выпуск 12 (18 апреля) | Хибла Герзмава  | 8  | Матвей Козин      | «Достучаться до небес» (Константин Павлов)                                      | 30 %              | 22,9 %          | 52,9 %        | Прошёл в Финал |
| Выпуск 12 (18 апреля) | Хибла Герзмава  | 9  | Давид Саникидзе   | «La donna è mobile» (Джузеппе Верди / Франческо Пьяве)                          | 50 %              | 54,1 %          | 104,1 %       | Прошёл в Финал |
| Выпуск 12 (18 апреля) | Баста           | 10 | Лиана Зайнуллина  | «Love of My Life» (Фредди Меркьюри)                                             | 20 %              | 31,6 %          | 51,6 %        | Выбыла         |
| Выпуск 12 (18 апреля) | Баста           | 11 | Валерий Рагулин   | «Не плачь» (Ренат Джанибеков)                                                   | 30 %              | 27,3 %          | 57,3 %        | Прошёл в Финал |
| Выпуск 12 (18 апреля) | Баста           | 12 | Илья Алтухов      | «Belle» (Риккардо Коччанте / Люк Пламондон / Сусанна Цирюк)                     | 50 %              | 41,1 %          | 91,1 %        | Прошёл в Финал |

## Финал и Суперфинал

### Выпуск № 13: Финал и Суперфинал
Прямой эфир Финала и Суперфинала состоялся 25 апреля 2025 года.

#### Финал
| Выпуск                | Наставник       | № | Участник          | Песня                                                                  | Голоса зрителей | Итог                |
| --------------------- | --------------- | - | ----------------- | ---------------------------------------------------------------------- | --------------- | ------------------- |
| Выпуск 13 (25 апреля) | Баста           | 1 | Валерий Рагулин   | «Ну и что» (Геннадий Богданов)                                         | 37,4 %          | Выбыл               |
| Выпуск 13 (25 апреля) | Баста           | 2 | Илья Алтухов      | «Пой, гитара» (Марк Фрадкин / Темистокле Попа / Роберт Рождественский) | 62,6 %          | Прошёл в Суперфинал |
| Выпуск 13 (25 апреля) | Полина Гагарина | 3 | Наталья Сергиенко | «Сто часов счастья» (Константин Орбелян / Вероника Тушнова)            | 43,9 %          | Выбыла              |
| Выпуск 13 (25 апреля) | Полина Гагарина | 4 | Валентина Яньшина | «Широка река» (Александр Костюк / Евгений Муравьёв)                    | 56,1 %          | Прошла в Суперфинал |
| Выпуск 13 (25 апреля) | Хибла Герзмава  | 5 | Матвей Козин      | «Ноктюрн» (Арно Бабаджанян / Роберт Рождественский)                    | 18,1 %          | Выбыл               |
| Выпуск 13 (25 апреля) | Хибла Герзмава  | 6 | Давид Саникидзе   | «All by Myself» (Эрик Кармен / Сергей Рахманинов / Елена Соколова)     | 81,9 %          | Прошёл в Суперфинал |
| Выпуск 13 (25 апреля) | Антон Беляев    | 7 | Ёнатан Тащан      | «Somebody to Love» (Фредди Меркьюри)                                   | 31,7 %          | Выбыл               |
| Выпуск 13 (25 апреля) | Антон Беляев    | 8 | Дзамболат Дулаев  | «Любовь настала» (Раймонд Паулс / Роберт Рождественский)               | 68,3 %          | Прошёл в Суперфинал |

#### Суперфинал
| Выпуск                | Наставник       | № | Участник          | Песня                                                                | Голоса зрителей | Итог            |
| Выпуск 13 (25 апреля) |                 |   |                   |                                                                      |                 |                 |
| --------------------- | --------------- | - | ----------------- | -------------------------------------------------------------------- | --------------- | --------------- |
| Выпуск 13 (25 апреля) | Баста           | 1 | Илья Алтухов      | «Благодарю тебя» (Арно Бабаджанян / Роберт Рождественский)           | 17,5 %          | Третье место    |
| Выпуск 13 (25 апреля) | Полина Гагарина | 2 | Валентина Яньшина | «Виновата ли я» (Музыка и слова народные / Алексей Муравлёв)         | 15,3 %          | Четвёртое место |
| Выпуск 13 (25 апреля) | Хибла Герзмава  | 3 | Давид Саникидзе   | «Верни мне музыку» (Арно Бабаджанян / Андрей Вознесенский)           | 38,0 %          | Победитель      |
| Выпуск 13 (25 апреля) | Антон Беляев    | 4 | Дзамболат Дулаев  | «Очарована, околдована» (Александр Лобановский / Николай Заболоцкий) | 29,2 %          | Второе место    |

| № | Исполнитель                  | Песня       |
| - | ---------------------------- | ----------- |
| 1 | Давид Саникидзе (победитель) | «Смуглянка» |

## Лучший наставник сезона
Результаты
| - Лучший наставник - Второе место - Третье место - Четвёртое место | - Лучший наставник выпуска |

| Наставник       | Голосование (по выпускам) | Голосование (по выпускам) | Голосование (по выпускам) | Голосование (по выпускам) | Голосование (по выпускам) | Голосование (по выпускам) | Голосование (по выпускам) | Голосование (по выпускам) | Голосование (по выпускам) | Голосование (по выпускам) | Голосование (по выпускам) | Голосование (по выпускам) | Голосование (по выпускам) | Итог             |
| Наставник       | #1                        | #2                        | #3                        | #4                        | #5                        | #6                        | #7                        | #8                        | #9                        | #10                       | #11                       | #12                       | Общее                     | Итог             |
| --------------- | ------------------------- | ------------------------- | ------------------------- | ------------------------- | ------------------------- | ------------------------- | ------------------------- | ------------------------- | ------------------------- | ------------------------- | ------------------------- | ------------------------- | ------------------------- | ---------------- |
|                 |                           |                           |                           |                           |                           |                           |                           |                           |                           |                           |                           |                           |                           |                  |
| Баста           | 45%                       | 39%                       | 39%                       | 36%                       | 42%                       | 40%                       | 34%                       | 34%                       | 34%                       | 33%                       | 29%                       | 29%                       | 37%                       | Лучший наставник |
| Хибла Герзмава  | 11%                       | 22%                       | 26%                       | 21%                       | 20%                       | 21%                       | 28%                       | 28%                       | 24%                       | 24%                       | 24%                       | 27%                       | 23%                       | Второе место     |
| Полина Гагарина | 29%                       | 22%                       | 21%                       | 29%                       | 23%                       | 24%                       | 22%                       | 23%                       | 21%                       | 22%                       | 20%                       | 20%                       | 23%                       | Второе место     |
| Антон Беляев    | 15%                       | 17%                       | 14%                       | 14%                       | 15%                       | 15%                       | 16%                       | 15%                       | 21%                       | 21%                       | 27%                       | 24%                       | 17%                       | Третье место     |

## Рейтинги сезона
| №  | Выпуск                           | Дата показа     | Код выпуска | Время показа (UTC+3) | Аудитория | Аудитория |
| №  | Выпуск                           | Дата показа     | Код выпуска | Время показа (UTC+3) | Рейтинг   | Доля      |
| -- | -------------------------------- | --------------- | ----------- | -------------------- | --------- | --------- |
| 1  | «Слепые прослушивания. Выпуск 1» | 31 января 2025  | 1301        | Пятница 21:45        | 2.4       | 9.8%      |
| 2  | «Слепые прослушивания. Выпуск 2» | 7 февраля 2025  | 1302        | Пятница 21:45        | 2.3       | 9.9%      |
| 3  | «Слепые прослушивания. Выпуск 3» | 14 февраля 2025 | 1303        | Пятница 21:45        | 2.3       | 9.9%      |
| 4  | «Слепые прослушивания. Выпуск 4» | 21 февраля 2025 | 1304        | Пятница 21:45        | 2.3       | 10%       |
| 5  | «Слепые прослушивания. Выпуск 5» | 28 февраля 2025 | 1305        | Пятница 21:45        | 2.8       | 12.2%     |
| 6  | «Слепые прослушивания. Выпуск 6» | 7 марта 2025    | 1306        | Пятница 21:45        | 2.6       | 10.8%     |
| 7  | «Слепые прослушивания. Выпуск 7» | 14 марта 2025   | 1307        | Пятница 21:45        | 2.2       | 9.8%      |
| 8  | «Поединки. Выпуск 1»             | 21 марта 2025   | 1308        | Пятница 21:45        | 2.0       | 9.6%      |
| 9  | «Поединки. Выпуск 2»             | 28 марта 2025   | 1309        | Пятница 21:45        | 1.7       | 7.8%      |
| 10 | «Нокауты. Выпуск 1»              | 4 апреля 2025   | 1310        | Пятница 21:45        | 2.1       | 9.2%      |
| 11 | «Нокауты. Выпуск 2»              | 11 апреля 2025  | 1311        | Пятница 21:45        | 1.7       | 7.8%      |
| 12 | «Полуфинал»                      | 18 апреля 2025  | 1312        | Пятница 21:45        | 1.7       | 7.8%      |
| 13 | «Финал»                          | 25 апреля 2025  | 1313        | Пятница 21:45        | 1.7       | 9.5%      |

## Комментарии
1. ↑  Баста — лучший Наставник 1-го выпуска.
2. ↑  Баста — лучший Наставник 2-го выпуска.
3. ↑  Баста — лучший Наставник 3-го выпуска.
4. ↑  Баста — лучший Наставник 4-го выпуска.
5. ↑  Баста — лучший Наставник 5-го выпуска.
6. ↑  Баста — лучший Наставник 6-го выпуска.
7. ↑  Баста — лучший Наставник 7-го выпуска.
8. ↑  Баста — лучший Наставник 8-го выпуска.
9. ↑  Баста — лучший Наставник 9-го выпуска.
10. ↑  Баста — лучший Наставник 10-го выпуска.
11. ↑  Баста — лучший Наставник 11-го выпуска.
12. ↑  Баста — лучший Наставник 12-го выпуска.